# Refraktometer
Refraktométer je fizikalna merilna priprava za merjenje lomnega količnika. Lomni količnik se izračuna iz lomnega zakona ali pa iz sestave materiala s pomočjo Gladstone-Daleove zveze.
Svetloba v refraktometru vstopa iz stekla z velikim lomnim količnikom v plast optično redkejše snovi, po navadi kapljevine. Izmeri se mejni kot {\displaystyle \theta _{0}} pri popolnem odboju, z znanim lomnim količnikom stekla {\displaystyle n_{1}} pa se izračuna lomni količnik optično redkejše snovi {\displaystyle n_{2}}:
{\displaystyle n_{2}=n_{1}\sin \theta _{0}\!\,.}

## Vrste refraktometrov
Obstajajo štiri glavne vrste refraktometrov:
- tradicinalni ročni refraktometer
- digitalni ročni refraktometer
- laboratorijski ali Abbejev refraktometer
- serijski procesni refraktometer

Za merjenje lomnega količnika plinov se uporablja tudi Rayleighov refraktometer.
V veterini uporabljajo refraktometre za merjenje skupne količine plazemskih proteinov v vzorcu krvi in specifične teže urina.
V gemologiji se refraktometri uporabljajo za identifikacijo draguljev z merjenjem njihovega lomnega količnika. Prvi uporabni refraktometer za draguljarje je izdelal britanski mineralog Herbert Smith.